# Calocybe
Calocybe — рід грибів родини Lyophyllaceae. Назва вперше опублікована 1938 року.

## Класифікація
До роду Calocybe відносять 2 види:
- Calocybe cerina
- Calocybe georgii